# سيكوياوات

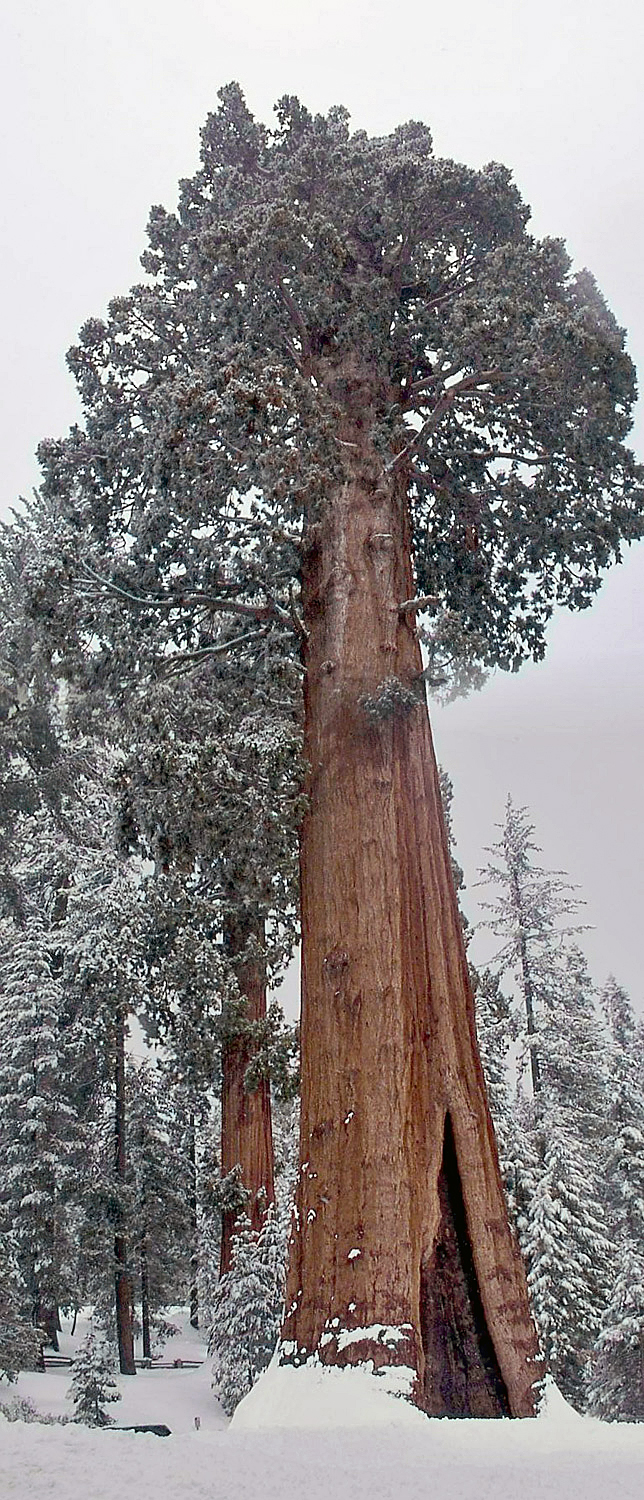
الشجرة الشهيرة "جنرال جرانت تري"

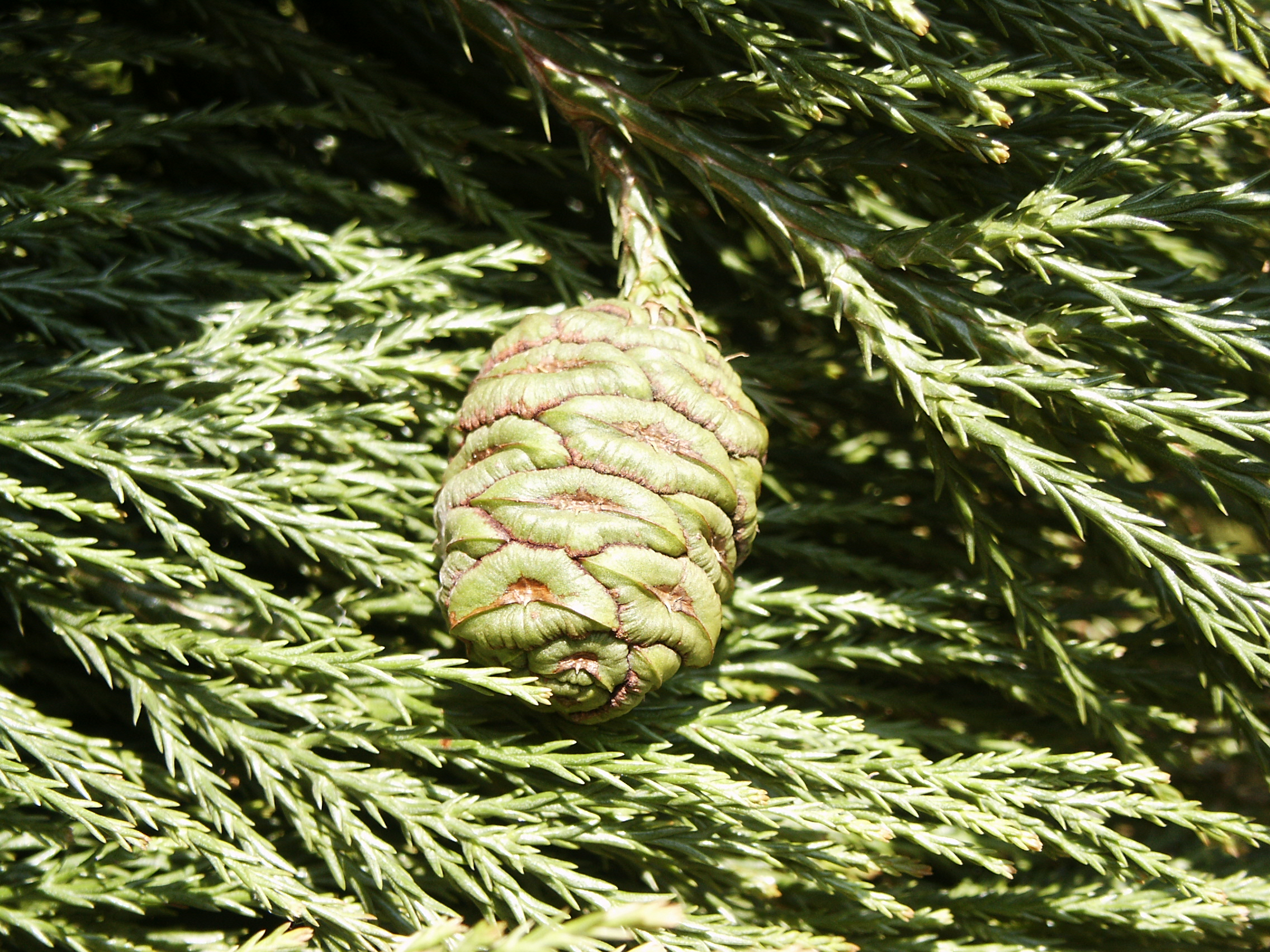
مخروط أخضر وأوراق

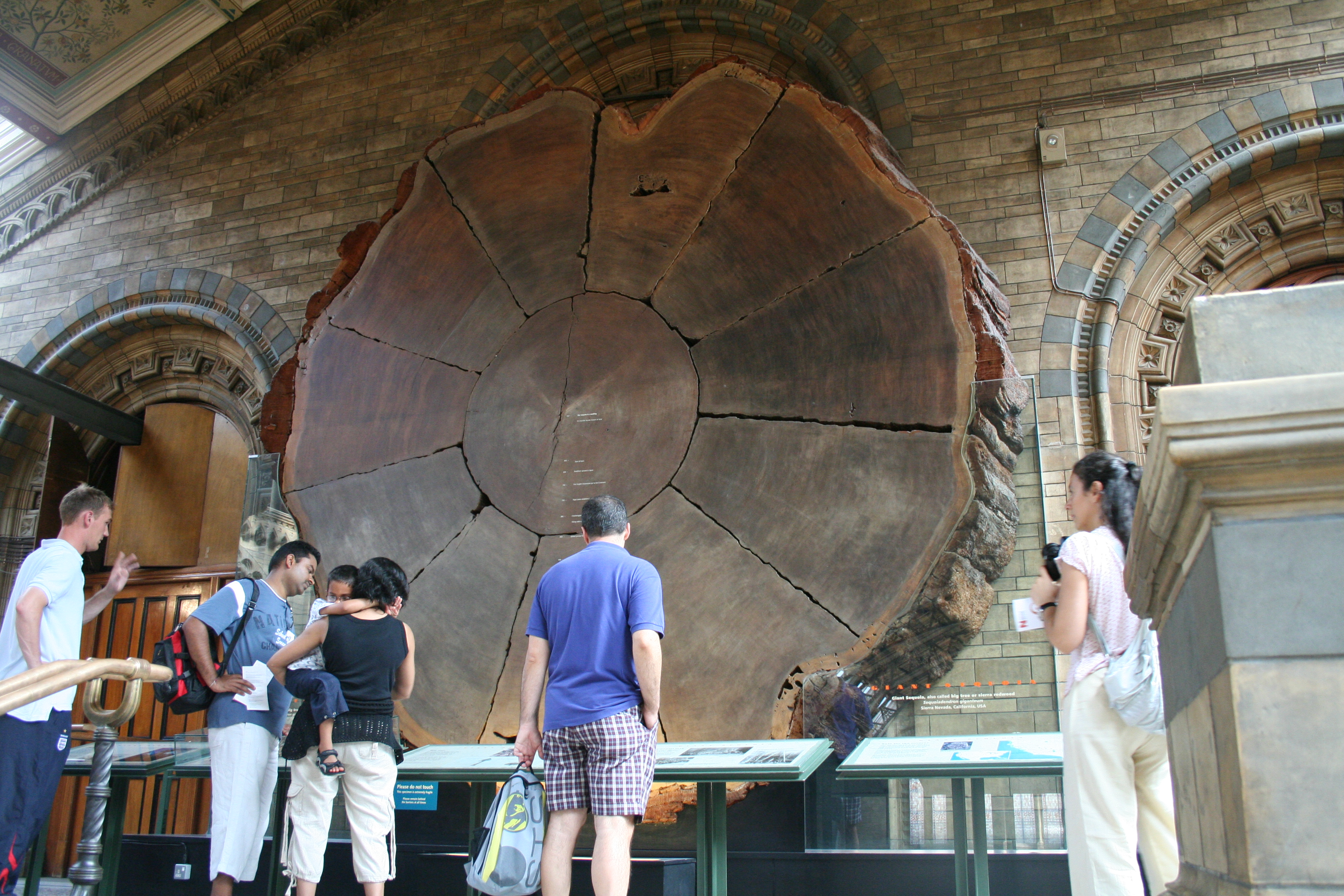
مقطع شجرة يقدر عمرها بنحو 1300 عام وتوجد في متحف التاريخ الطبيعي بلندن.

السيكوات (باللاتينية: Sequoioideae) أسرة نباتية تتبع الفصيلة السروية (باللاتينية: Cupressaceae). أشجارها عظيمة الارتفاع حيث يصل طولها إلى 115 متر وتعيش لأكثر من 3000 سنة. ينحصر وجودها في العصر الحديث على كاليفورنيا في الولايات المتحدة الأمريكية ويوجد منها نوع يسمى سيكويا دائمة الخضرة وهي توجد أيضا في كاليفورنيا على ساحل المحيط الهادي. تعتبر أشجار الماموت أكبر الكائنات الحية على الأرض، وهي تنقسم إلى ثلاثة أنواع.

## أنواعها
يوجد لأشجار الماموت ثلاثة أنواع:
- سكويا عملاقة (Sequoiadendron giganteum)
- سيكويا دائمة الخضرة (Sequoia sempervirens)
- سيكويا فجر التاريخ (Metasequoia glyptostroboides)

## مناطق وجودها
يحمي أشجار الماموت العملاقة من النيران غلاف فلّي سميك، تلك النيران التي تحدث أحيانا في الغابات الجافة في سييرانيفادا بغرب الولايات المتحدة. ويظهر على قشرة أشجار المحميات الوطنية «سيكويا وكينجز كانيون» آثار حرائق، وهي تلتئم عنما لا يكون الضرر بالغا على بقاء الشجرة، فهي تتحمل الكثير فتقاوم الحشرات وحتى تقاوم النيران. ومن العجيب أن مخروطيات الشجرة المحتوية على بذور صغيرة تتفتح عند وجود النيران أسفل الشجرة وتلقي مافيها من البذور. وبعد القضاء على الأشجار الصغيرة المنافسة لها في الحياة بالنيران تتمتع البذور بأرض واسعة خصبة تحفها أشعة الشمس الضرورية لنموها، وتأتي خصوبة الأرض من رماد ما احترق فيها من نباتات منافسة. ويمكن لأشجار الماموت الحياء مدد طويلة جدا ويكتسب ساقها سمكا كبيرا ويتصل طولها إلى ارتفاعات عالية. أكبر شجرة توجد منها هي شجرة تسمى «هايبيرون» وهي من نوع سيكويا دائمة الخضرة (الساحلية) في كاليفورنيا.
يبلغ قطر الشجرة الكبيرة منها نحو 13 متر. ومن اشهرها شجرة تسمى «جنرال شيرمان تري». ويقدر عمر أقدم تلك الأشجار بنحو 3000 سنة، ويقدر وزنها بنحو 2400 طن (بالمقارنة بالطائرة إيرباص إيه 380 وهي أكبر طائرة للركاب فيبلغ وزنها محملة نحو 420 طن فقط، أو عند مقارنتها بأكبر حيوان على الأرض وهو الحوت الأزرق فيبلغ وزنه نحو 140 طن، في حين تزن سيارة صغيرة نحو 1 طن).
اقتنت بعض الحدائق النباتية الأوروبية بعضا من تلك الأشجار «الصغيرة» خلال القرن التاسع عشر. وتتحمل أشجار الماموت من نوع سيكويا فجر التاريخ المناخ الأوروبي عن النوع سيكويا دائمة الخضرة حيث يكون الجو باردا وتتعرض الأشجار للصقيع. وينتمي هذان النوعان من الأشجار منذ سنوات إلى تشكيلة بعض مدارس زراعة النباتات في أوروبا.
ويختلف نوع اشجار الماموت الساحلية بساق ذو قطر أقل نسبيا ولا تعيش تلك الشجرة الأعمار الفائقة التي يعيشها نوع سكويا عملاقة. وتنمو أشجار الماموت الساحلية في غرب ولاية كاليفورنيا في شريط ممتد بين شمال كاليفورنيا إلى جنوب ولاية أوريغون على ساحل المحيط الهادي حيث الأمطار الغزيرة وجو رطب ضبابي. ويفوق عدد كبير من تلك الأشجار ارتفاع 100 متر على الساحل.

## بيئتها
تعيش الأشجار الماموت العملاقة في ولاية كاليفورنيا بالولايات المتحدة على السفوح الغربية المرتفعة بين 1300 متر إلى 2500 متر. وتشغل تلك المنطقة مساحة طولها نحو 420 كيلومتر وعرضها نحو 24 كيلومتر موازية تقريبا لحدود ولاية نيفادا. ويصل فطر بعض تلك الأشجار على الأرض نحو 17 متر ويصل بعضها إلى ارتفاع 95 متر. ويقول عالم النباتات البروفيسور «أندرياس رولوف» أن تلك الأشجار الضعمة لا بد وأن يكون لها جذور متفرعة عميقة تساعدها في ذلك أرضية بركانية مسامية. كما اها تحتاج إلى وجود المياه بوفرة وتوجد في المنطقة ينابيع مائية وجداول. تسهلك شجرة واحدة من أشجار الماموت ما يقرب من 500 لتر من الماء.
أما أشجار الماموت الساحلية فهي تتمتع بجو رطب كثير الضباب على الساحل الغربي لولاية كاليفورنيا المتاخم للمحيط الهادي. أكبر أشجار الكرة الأرضية توجد هناك من هذا النوع ويبلغ ارتفاعها 5 و115 متر وقطرها 17 متر.
تعتبر تسمية أشجار الماموت الساحلية باسم «كاليفورنيتن ريدوود» Californian Redwood أنها تسمية غير لائقة نشأ عنها بعض الالتباسات الشائعة عن أشجار الماموت، ذلك لأن تلك التسمية تنطبق على كل من نوع سكويا العملاقة ونوع سيكويا دائمة الخضرة (سيكويا الساحلية)، فكلاهما يترعرع في كاليفورنيا وكلاهما يتميز خشبه بلون أحمر.

## صور
شجر الماموت (Sequoiadendron giganteum):

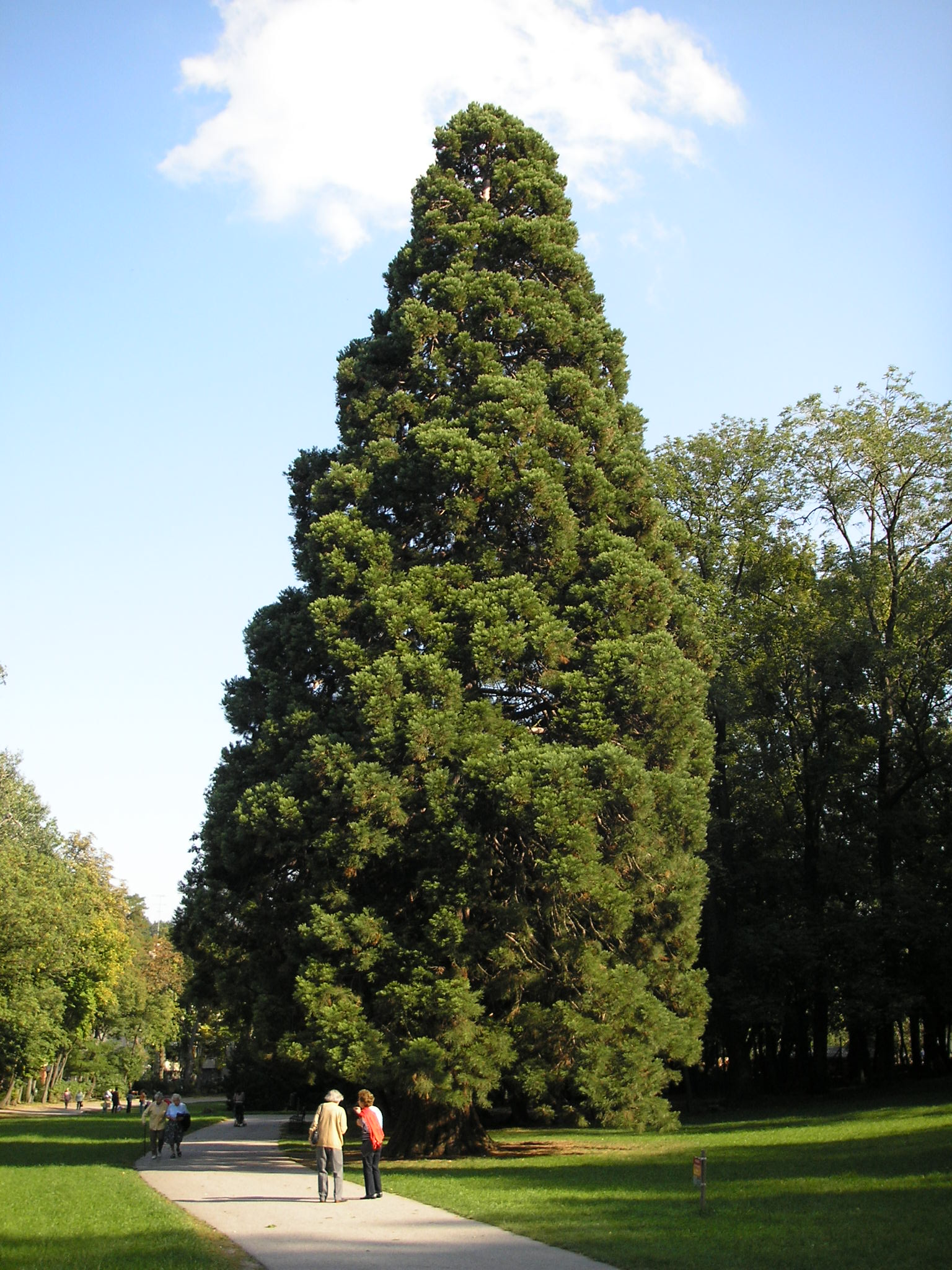
شجرة ماموت في حديقة قصر بوتزلاينزدورف فيينا.
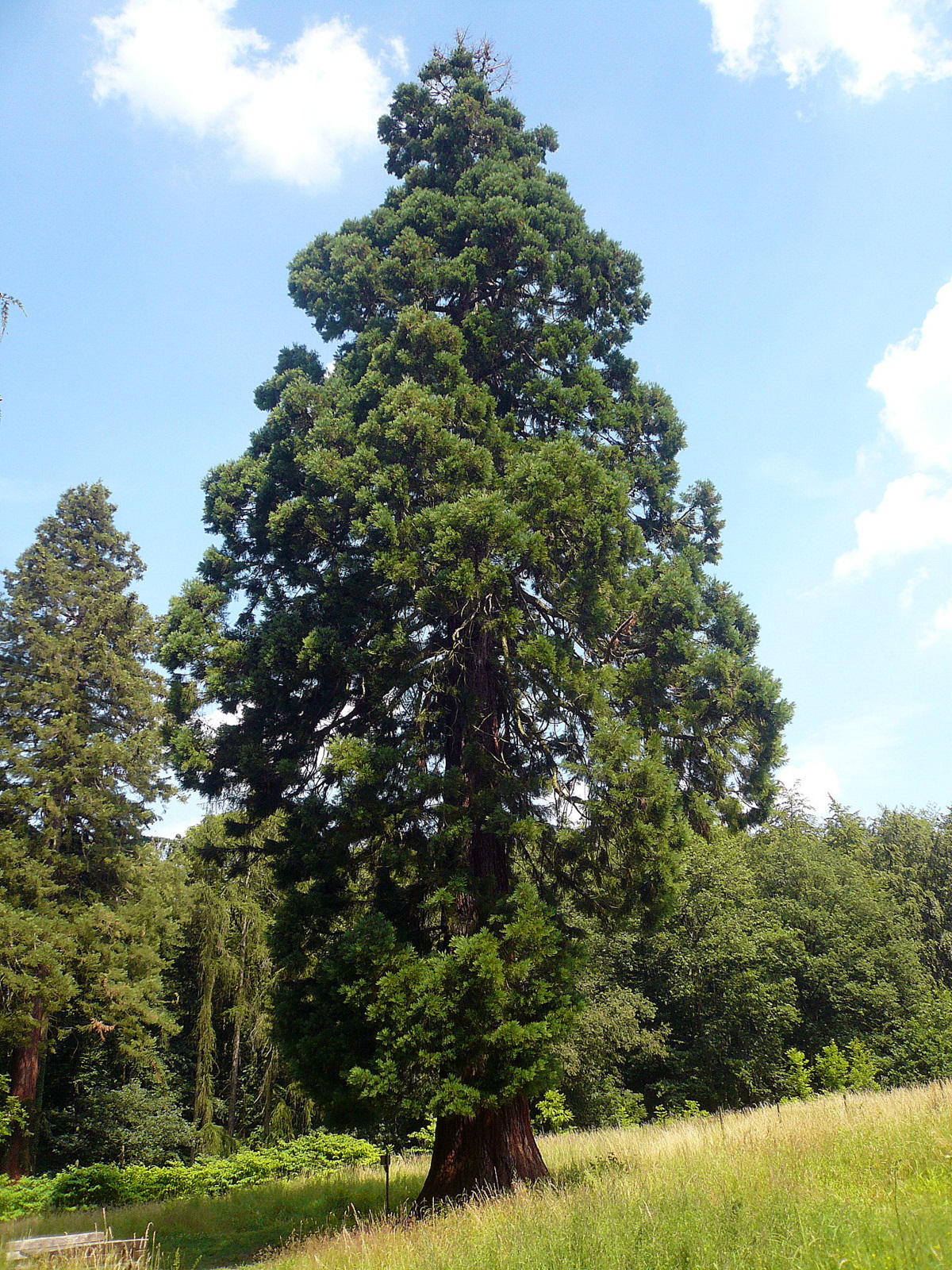
شجرة مزرعة في "شوتن " Schotten عام 1900
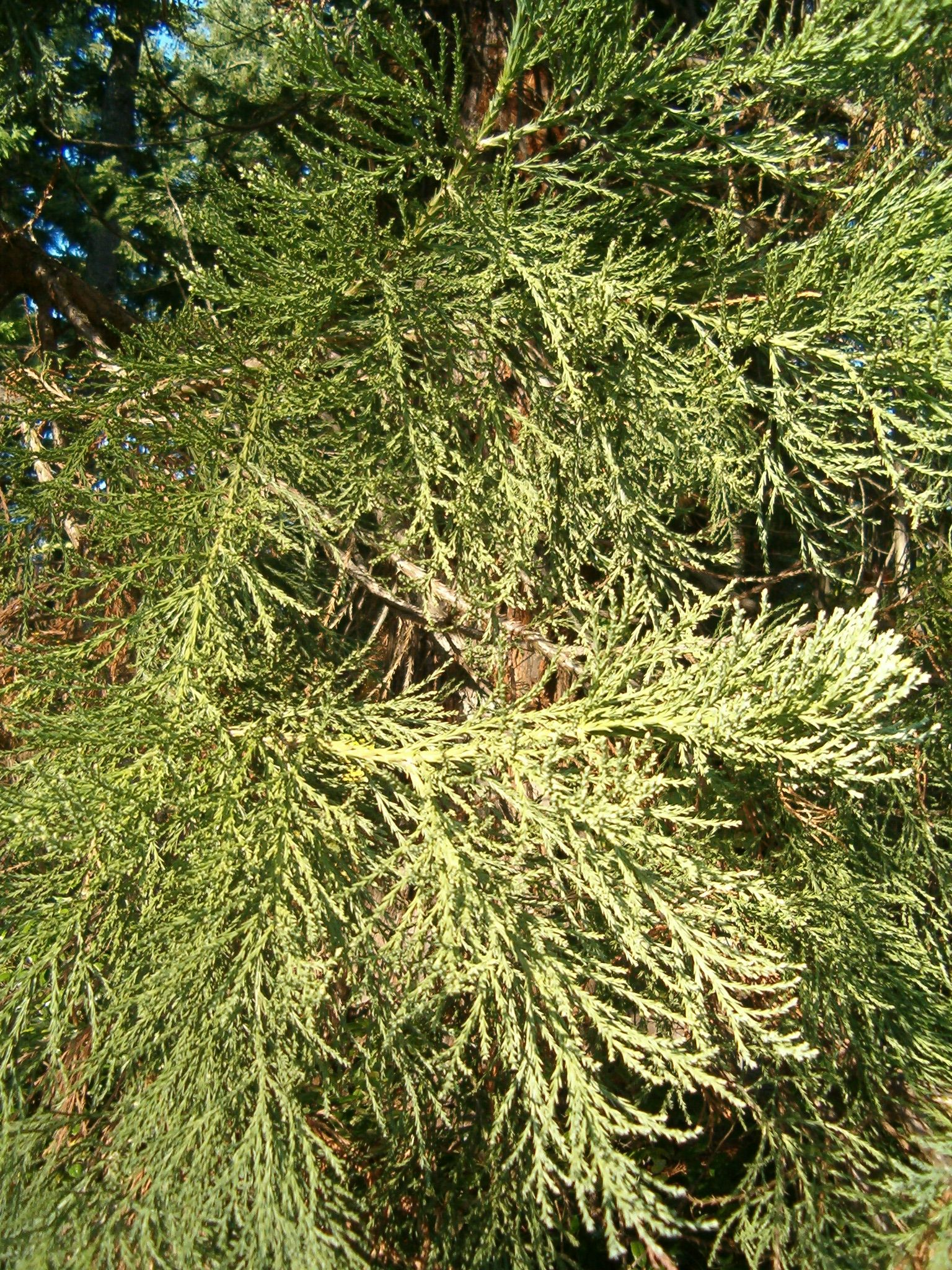
فرع
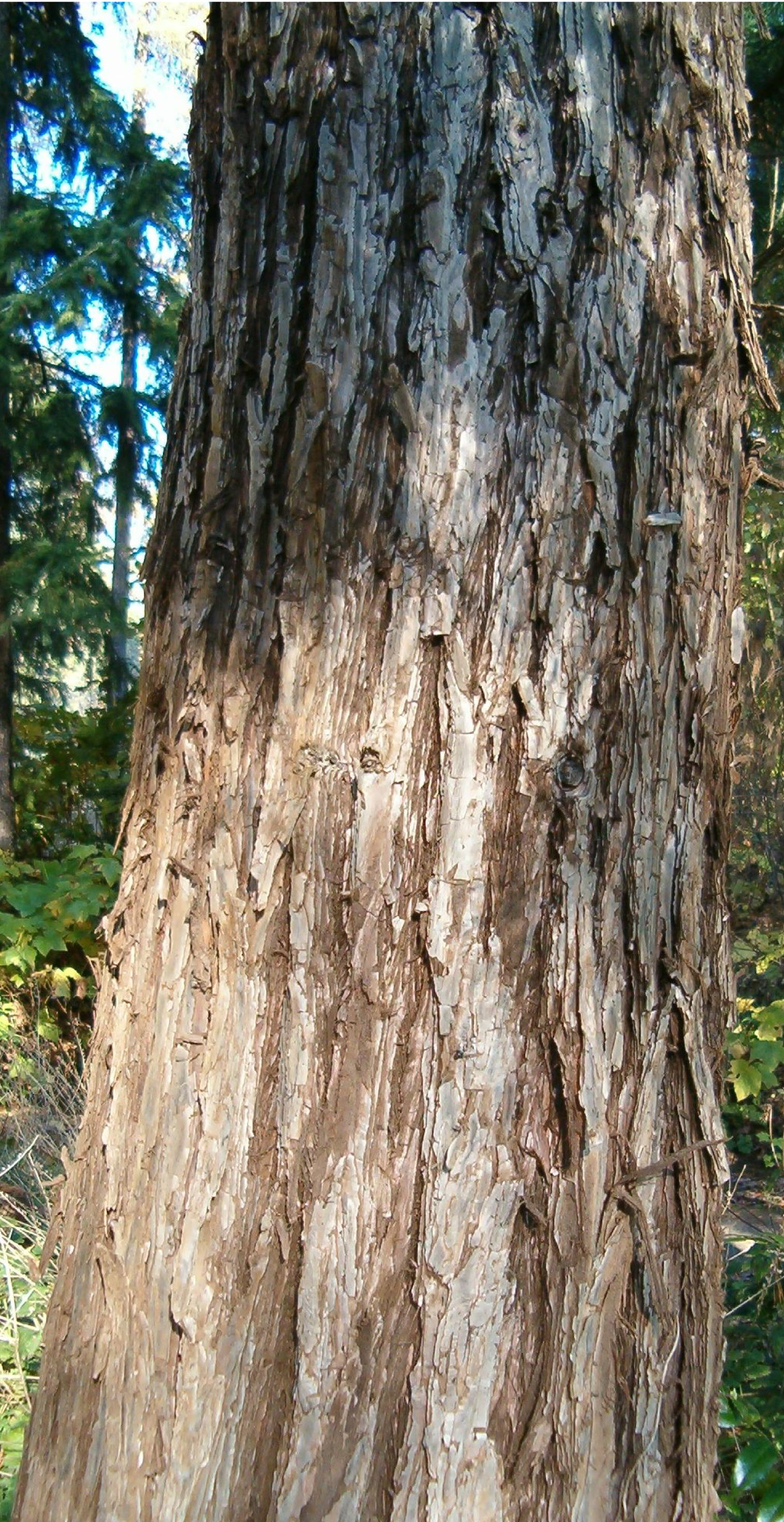
الساق
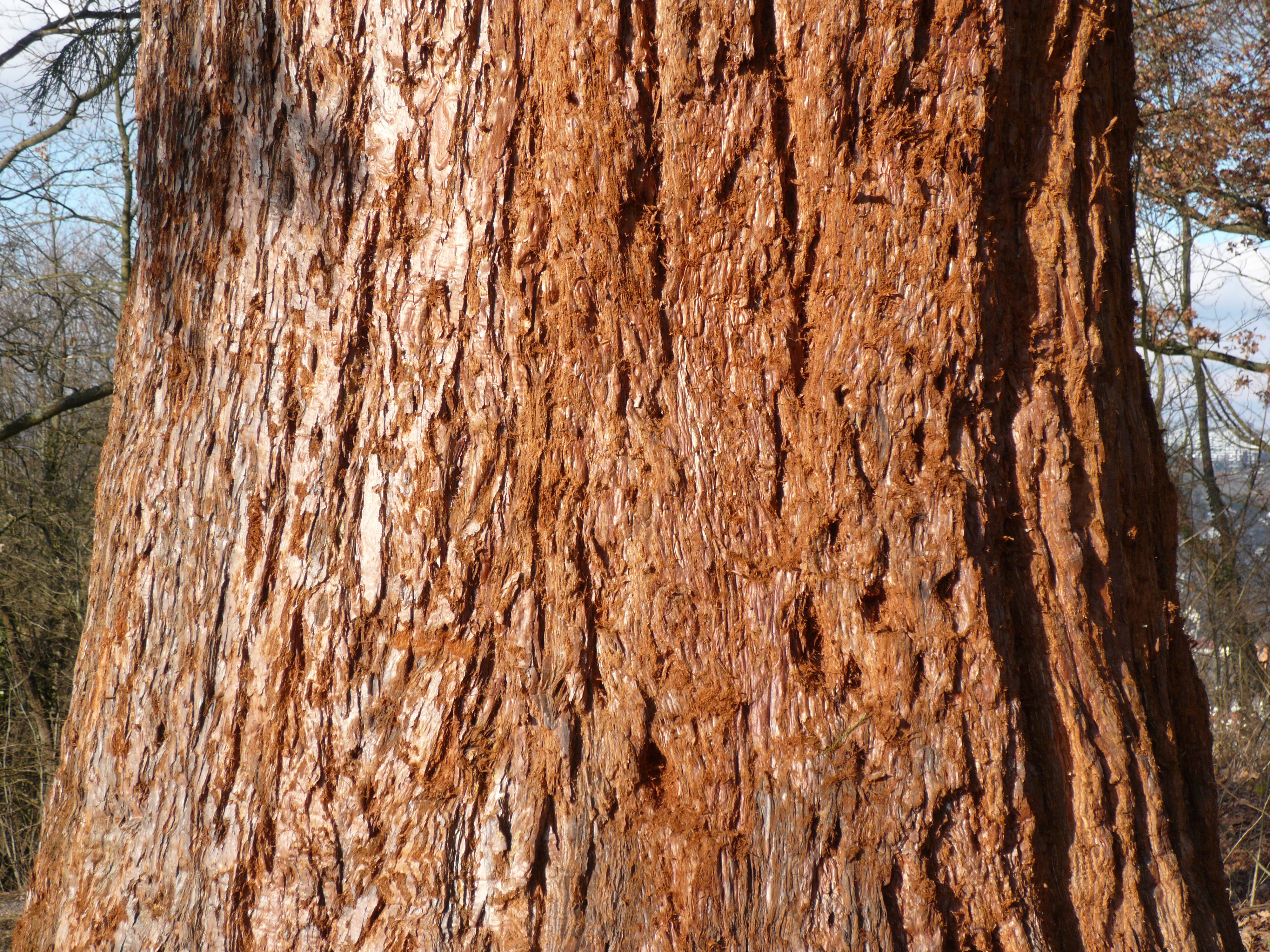
القشرة
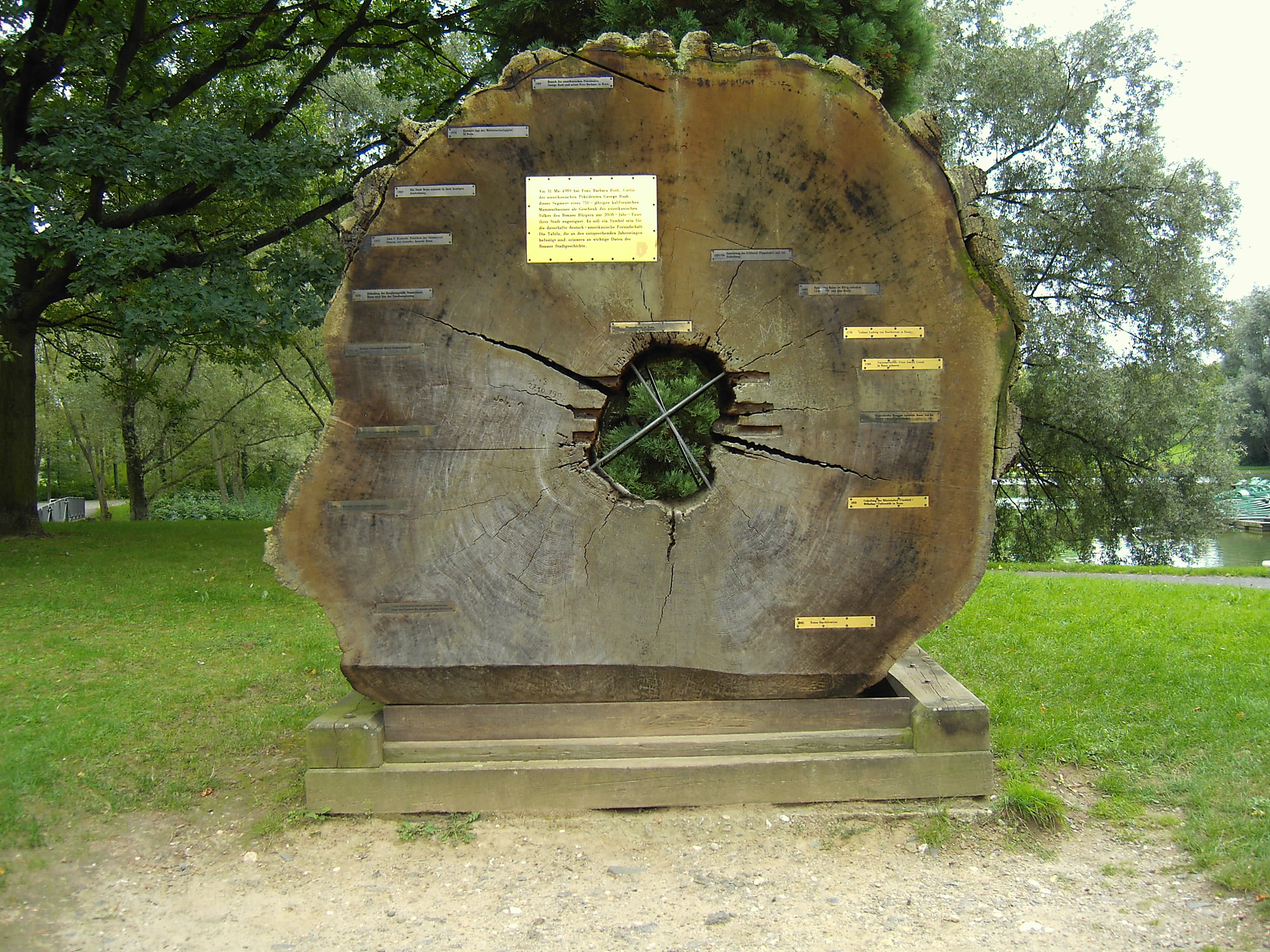
مقطع في شجرة ماموت

سيكويا فجر التاريخ (Metasequoia glyptostroboides)

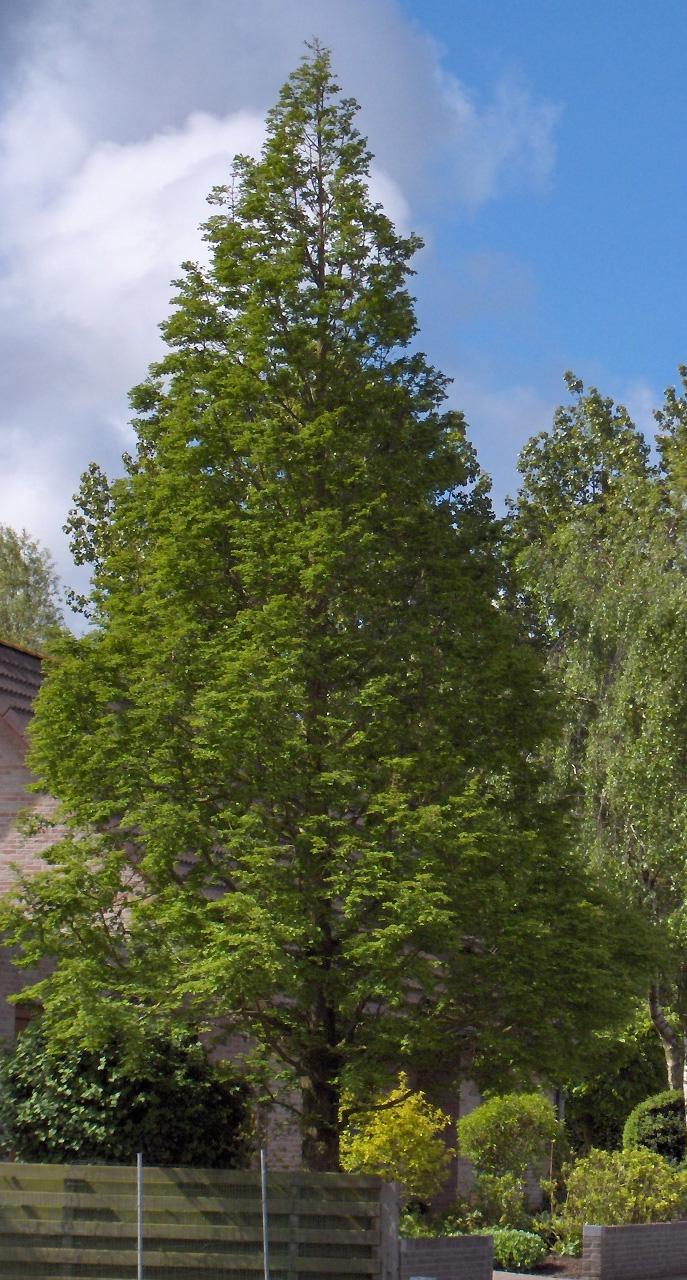
شجرة ماموت مزرعة في إحدى الحدائق
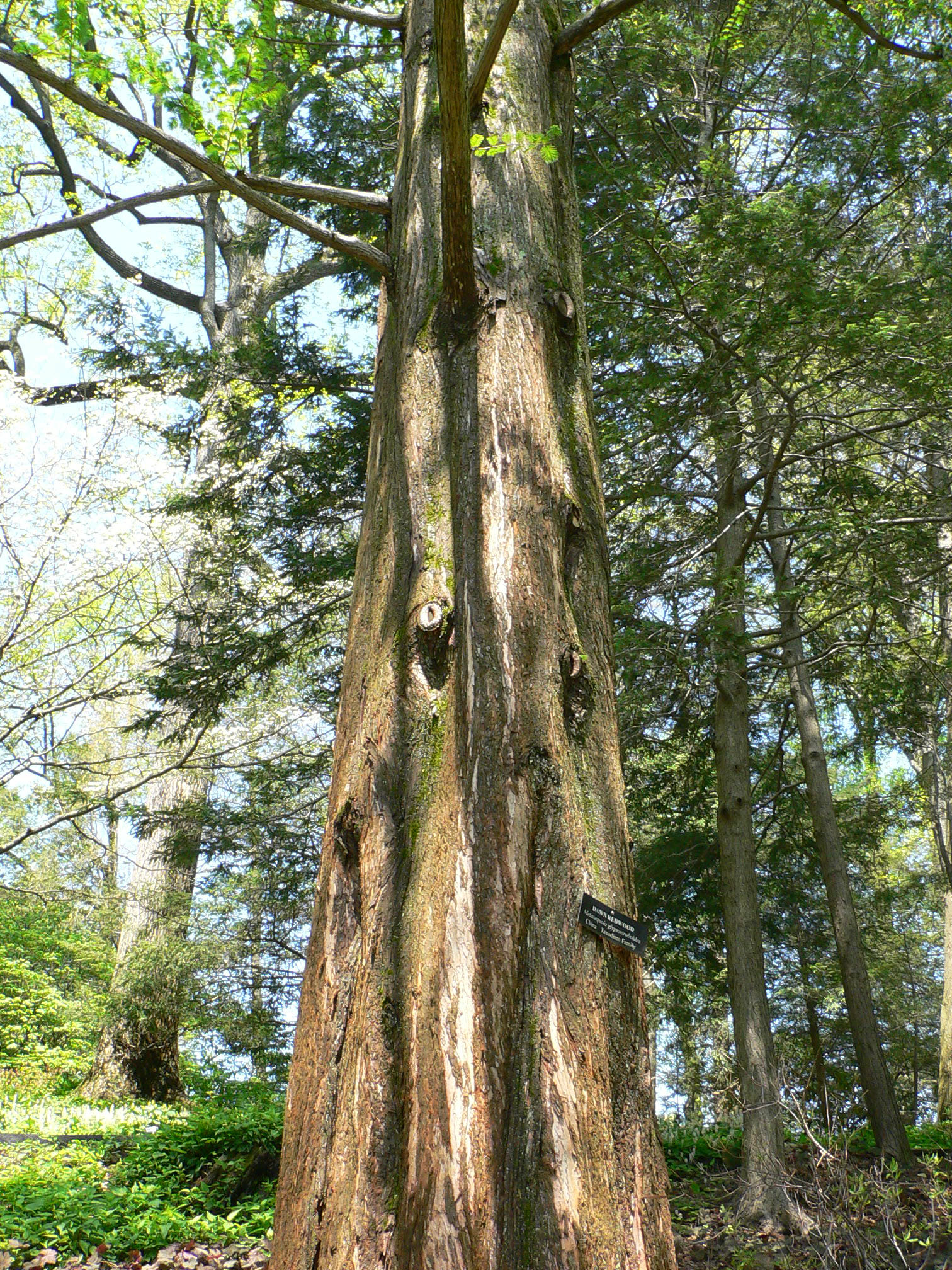
الساق
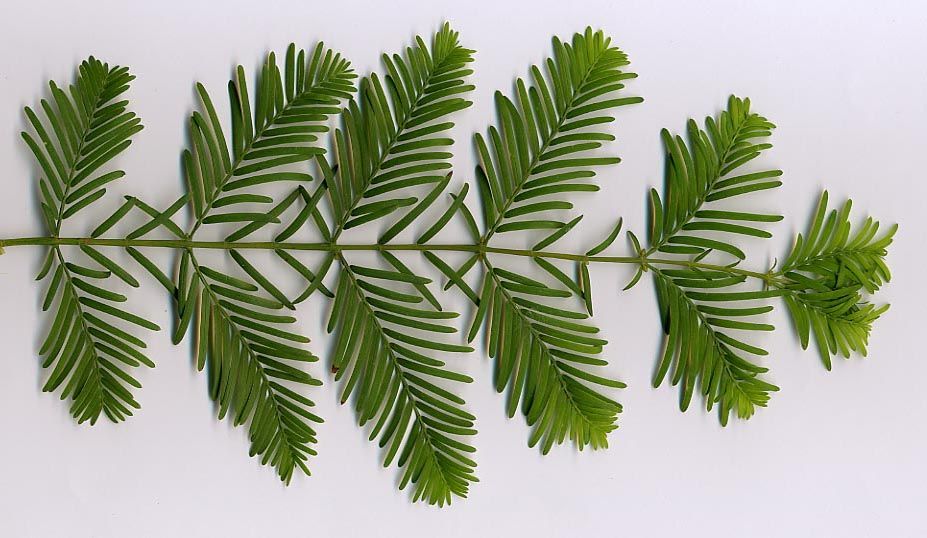
فرع وأوراق

أشجار الماموت الساحلية (Sequoia sempervirens):

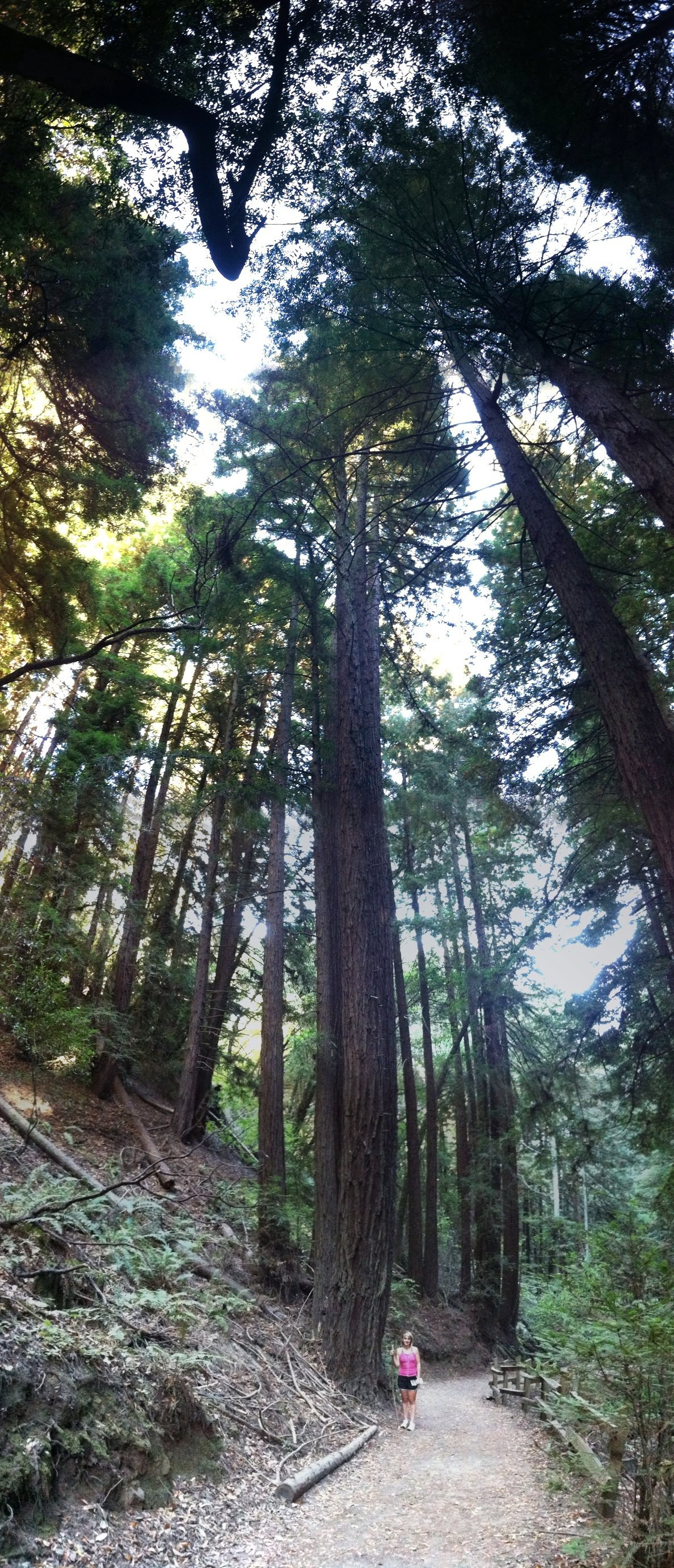
في أوكلاند.(انقر لمقارنة حجم الإنسان)
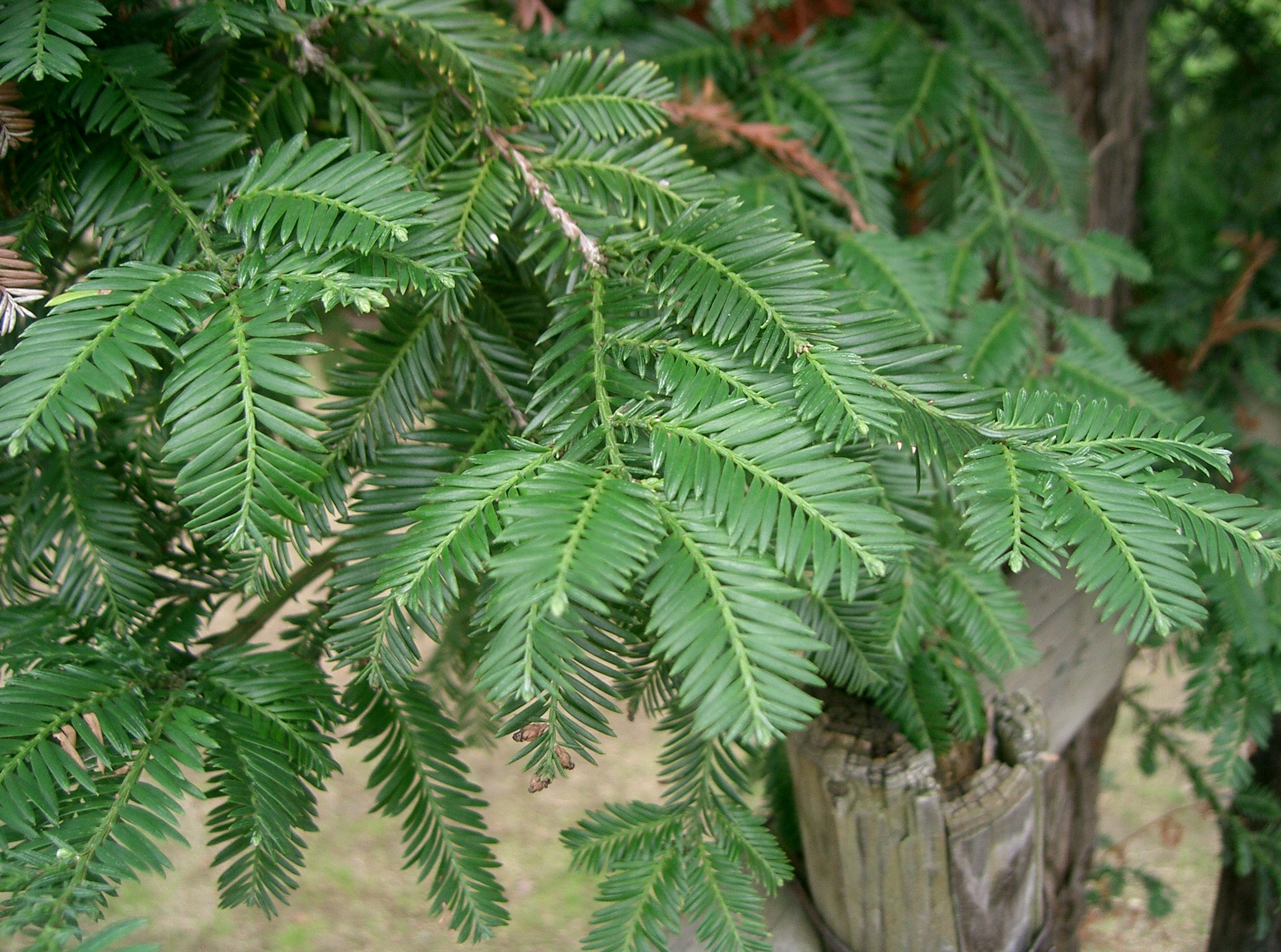
فرع وأوراق
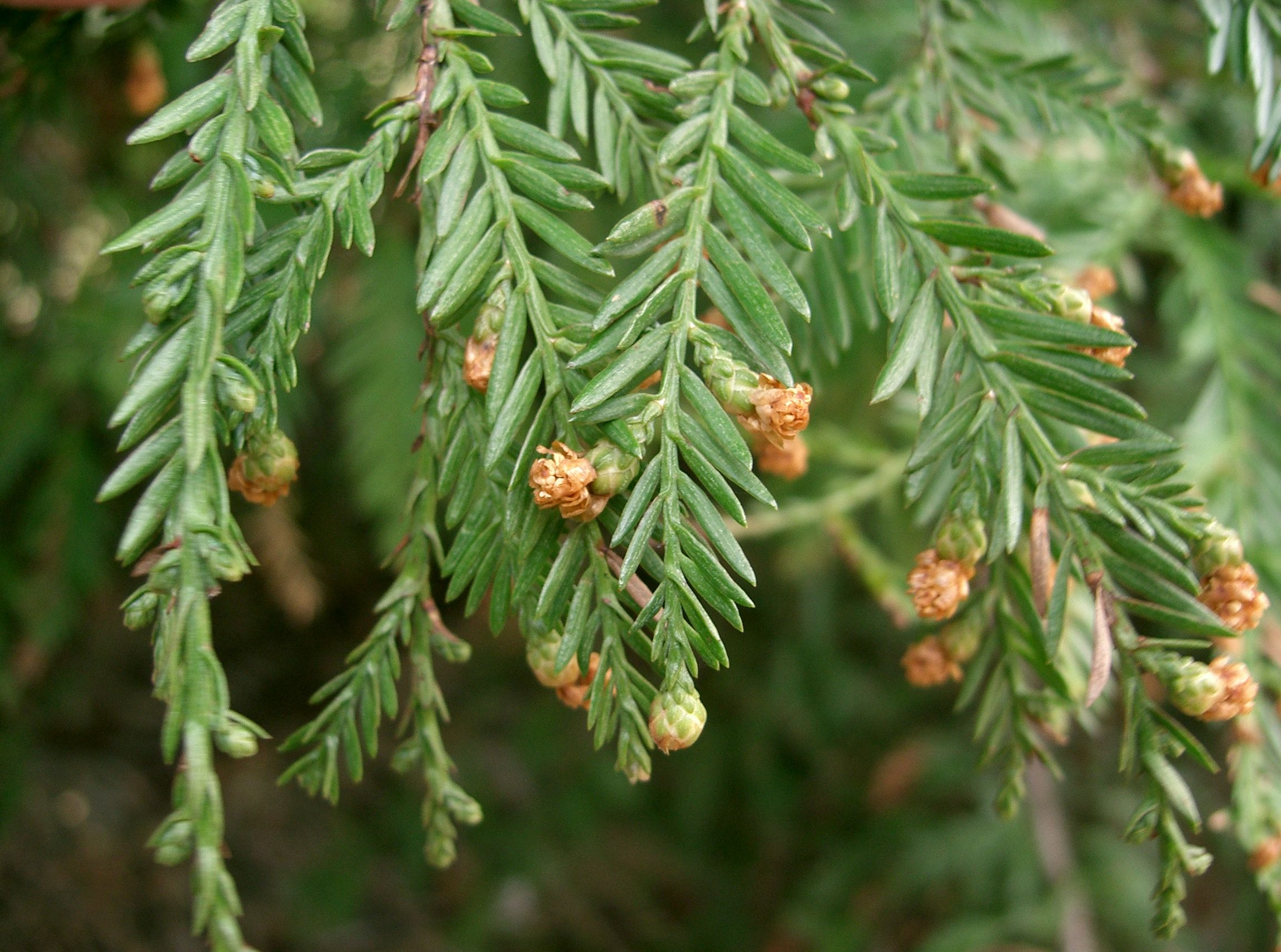
فرع ومخروطات على الأطراف
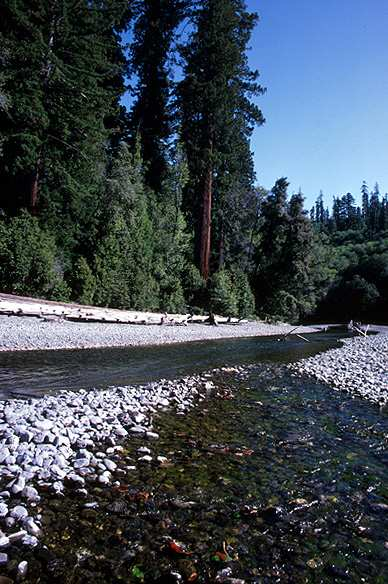
مزرعة في إحدى الحدائق

## اقرأ أيضا
- سيكويا فجر التاريخ
- سكويا عملاقة
- سيكويا دائمة الخضرة
- شجرة تولي